# Тюмены
Тюмены, тюменцы (старорусск. терские татары, тюменские татары) — исчезнувшая тюркская народность на Северном Кавказе, один из компонентов в этногенезе современных кумыков. Достоверно засвидетельствована с XV—XVI вв., но, вероятно, сформировалась гораздо ранее.
В период проживания в низовьях реки Терек тюменами был основан город Тюмень — центр Тюменского владения (совр. Северный Дагестан, Кизлярский район).

## Название
Академик, генерал-лейтенант Н. Ф. Дубровин, в 1-м томе своего труда «История войны и владычества русских на Кавказе» (1871 г.), упоминает тюменов и в примечании поясняет, что они «суть остатки извѣстныхъ тюменскихъ татаръ». Военный топограф и кавказовед Н. С. Семёнов в работе 1895 г. употребил для этой народности, помимо «тюменцев», наименование «таманцы». Однако, более верный вариант тюркской огласовки этого этнонима — «туманцы», что подтверждает и указанное самим Н. С. Семёновым второе название заселённого тюменами квартала в селе Эндирей — Туман-аул. Для исторических тюменов Н. С. Семёнов использовал название «тюменские татары-ногайцы».

## Происхождение
О происхождении народности тюменов в современной науке нет единого мнения и многие выводы об их истории являются сугубо предварительными. Различные исследователи связывают тюменов то с ногаями/ногайцами (Н. С. Семёнов), то с куманами/половцами/кыпчаками, то с кумыками Дагестана. В конце XIX в. Н. С. Семёнов сообщал: «тюменцы помнят, что предки их вели кочующий образ жизни, и сами отождествляют их с ногайцами». Однако, современный российский историк, профессор В. В. Трепавлов в своей работе «История Ногайской Орды», находит отождествление тюменов с ногаями сомнительным. Тюмены, по его мнению, территориально и этнически ближе скорее к кумыкам.
В сочинении хивинского правителя и историка XVII в. Абу-л-Гази, имеется упоминание о бежавших от монголов ещё в XIII в. в «юрт Черкесов и Туманов» кыпчаках. Если это упоминание тюменского юрта достоверно, то тюменов следует отнести не только к доногайским, но и к дополовецким тюркам.

«Чагатай и Угедей повернули и направились к своему отцу (Чингисхану) в Термез, а Джучи с приданными ему нукерами из Ургенча пошёл в Дешт-и-Кыпчак. Кыпчакский народ собрался, и произошла битва. Джучи-хан победил и перебил [всех] попавших [ему] в руки кыпчаков; те из них, которые спаслись, ушли к иштякам (здесь башкиры). Большая часть иштяков теперь является потомками тех кыпчаков. Кыпчаки, обитавшие между Итилем и Тином (Волгой и Доном), рассеялись на [все] четыре стороны. Большинство из них ушло в юрт Черкесов и Туманов».
— Абу-л-Гази «Родословная туркмен» (XVII в.)

## Расселение
В «Истории народов Северного Кавказа …» (1988 г.) представлена достаточно точная локализация ареала расселения тюменов — до освоения дельты Терека и образования Тюменского владения они проживали в его верховьях, а к концу XVI в., после захвата дельты Русским царством, тюмены мигрировали в Засулакскую Кумыкию.
После ухода с Терека часть тюменов поселилась на правой стороне реки Сулак. Эта временная область обитания тюменов указана во многих источниках, в том числе в работах Н. Ф. Дубровина и Н. С. Семёнова; последний даже сообщает, что позднее, в конце XIX в., уже обитавшие в других местах тюмены, считали это место своей первоначальной родиной. Вероятно, более точная локализация проживания тюменов на правобережье Сулака — это местность между урочищем (селением?) Темир-Кую («Темиров колодец») и селением Кумторкала. В конце XIX в. здесь имелись остатки водопровода, постройку которого Н. С. Семёнов связывает с жившими когда-то в этой местности тюменами.
В дальнейшем часть тюменов переселилась в урочище Чумлы/Чуенлы, согласно сказаниям кумыков и равнинных аккинцев-ауховцев, тюмены считаются первым народом поселившимся в этой местности; позднее они спустились жить на место современного Эндирея. Также возможно, что тюменов вместе с гуенами привёл в Чумлы кумыкский правитель Султан-Махмуд, наряду со своими подданными — засулакскими кумыками. По этой версии сказаний, в поселение Эндирей тюмены спустились уже после смерти Султан-Махмуда, когда наследниками стали его сыновья Айдемир и Казаналп. Предания утверждают, что тюмены, с половиной подчинённых братьям засулакских кумыков, отошли под власть Казаналпа.

## Последние упоминания
Н. Ф. Дубровин, приводя предание о заселении Эндирей, говорит о том, что подданные эндирейского владетеля Казаналпа тюмены имели особенные права «въ разсужденіи поземельной собственности», дарованными им ещё Султан-Махмудом и, по словам Н. Ф. Дубровина, «сохраненными ими и по настоящее (2-я пол. XIX в.) время». Согласно сообщениям Н. С. Семёнова, в конце XIX в. в поселениях Эндирей и Аксай существовали отдельные заселённые тюменами кварталы, называвшиеся Тюмень-аулами (Туман-аулы); также исследователь указывает, что «небольшие группы тюменцев разбросаны по всей Кумыкской плоскости».